# Kalberget
Kalberget ligger vid sjön Hetögeln och byn Håkafot, 20 kilometer öster om Gäddede, norr om länsväg 342 (en del av "Vildmarksvägen") och Ströms Vattudal i Jämtlands län. 
Bergets topp är 682 meter över havet, och sydväggen har ett stup på cirka 300 meter.

## Bilder

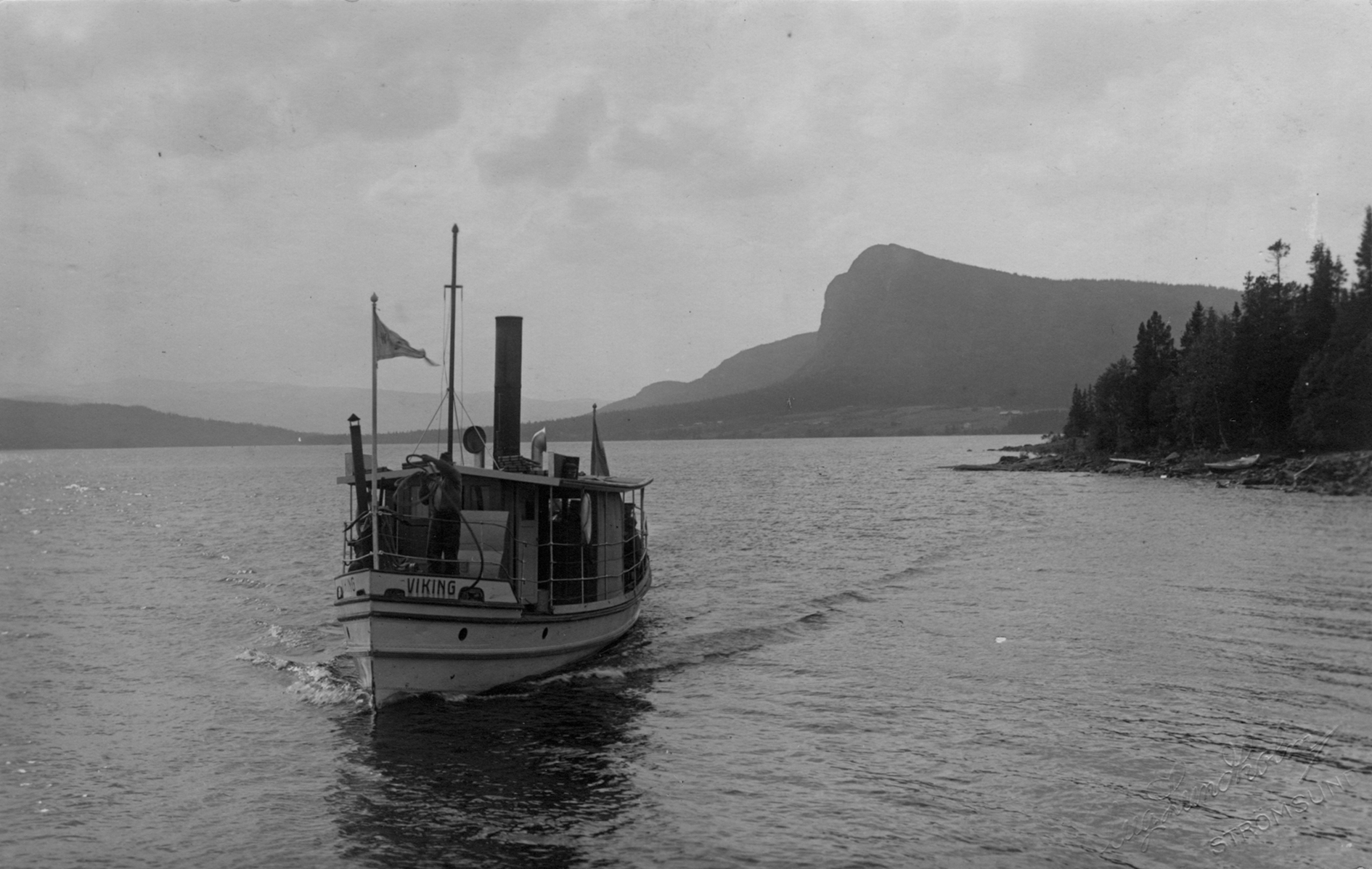
Ångbåt framför Kalberget år 1914.
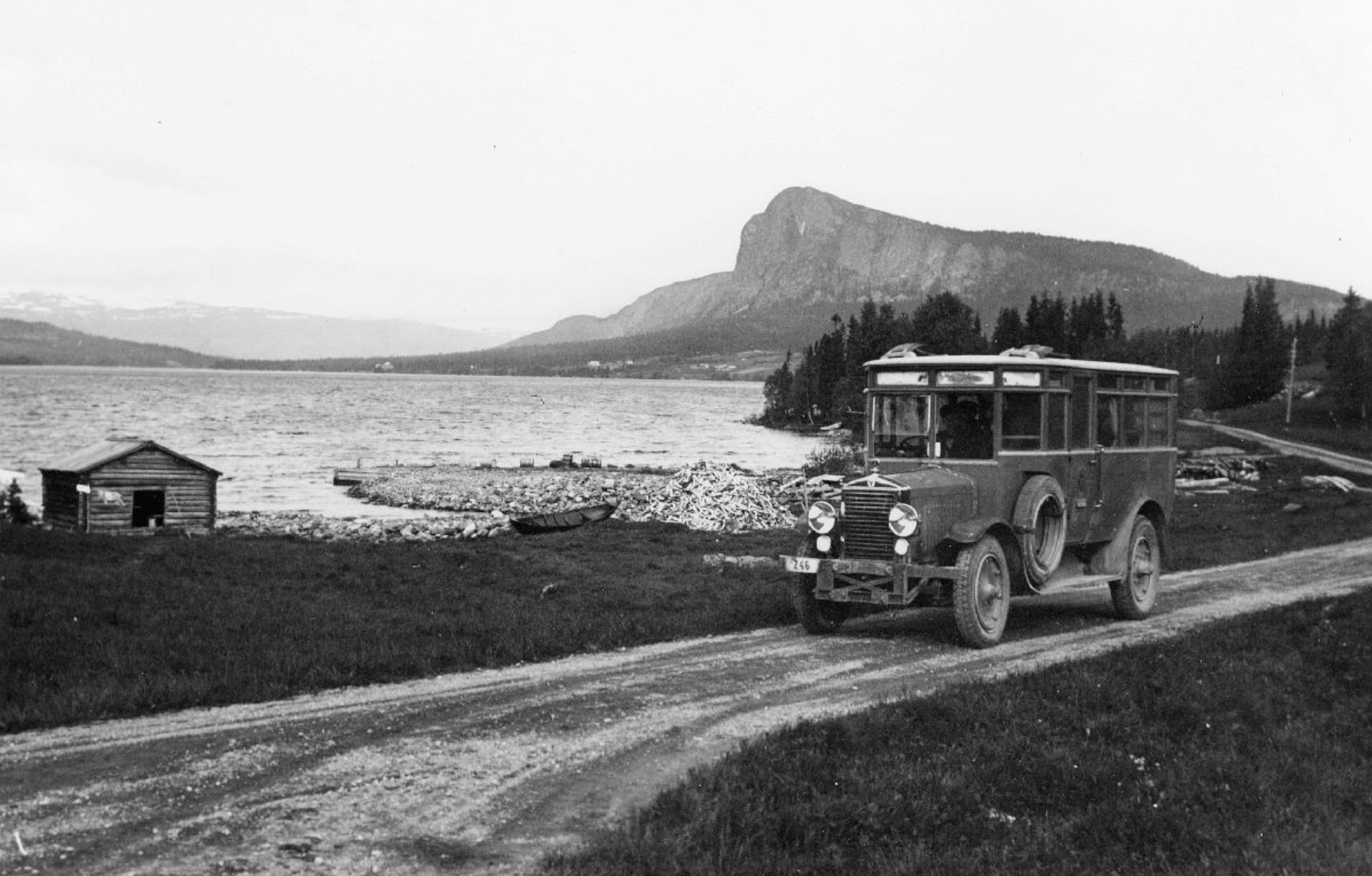
Postdiligens framför Kalberget år 1928.
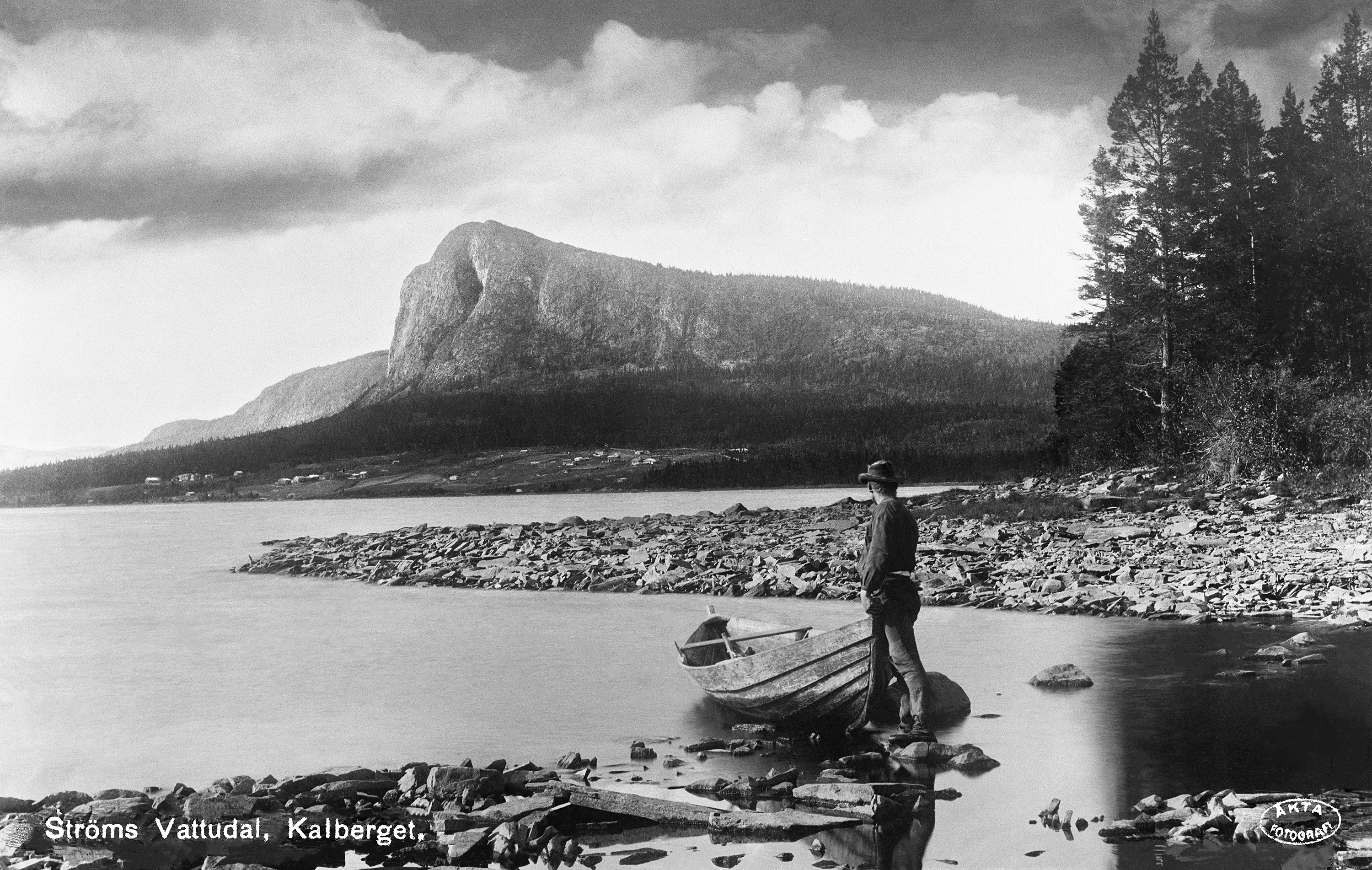
Vykort från cirka år 1950.